# Talisia velutina
Talisia velutina är en kinesträdsväxtart som beskrevs av Acev.-rodr.. Talisia velutina ingår i släktet Talisia och familjen kinesträdsväxter. Inga underarter finns listade i Catalogue of Life.